# Cláudio Hummes
Cláudio Aury Affonso Hummes, O.F.M., brazilski rimskokatoliški duhovnik, škof in kardinal, * 8. avgust 1934, Montenegro, Brazilija, † 4. julij 2022, Sao Paulo, Brazilija.

## Življenjepis
3. avgusta 1958 je prejel duhovniško posvečenje.
22. marca 1975 je bil imenovan za soškofa Santo Andréja in za naslovnega škofa Carcabie; 25. maja istega leta je prejel škofovsko posvečenje. 29. decembra 1975 je nasledil škofovski položaj.
29. mja 1996 je postal Fortaleze in 15. aprila 1998 nadškof São Paula.
21. februarja 2001 je bil povzdignjen v kardinala in imenovan za kardinal-duhovnika S. Antonio da Padova in Via Merulana.
31. oktobra 2006 je bil imenovan za prefekta Kongregacije za kler v vatikanski kuriji. Obenem je bil predsednik mednarodnega sveta za katehezo (2006–10). 7. oktobra 2010 se je upokojil.
Nazadnje je bil še predsednik škofovske komisije za Amazonijo in tudi nedavno ustanovljene  Cerkvene konference Amazonije (CEAMA, 2020–22).
Znan je bil kot zaščitnik/zagovornik revnih in možen kandidat za prvega latinskoameriškega papeža.  
Na konklavu leta 2013 naj bi svojemu prijatelju, argentinskemu kardinalu Jorgeju Bergogliu, po njegovi izvolitvi za papeža, h kateri je verjetno tudi precej pripomogel, da si je ta nadel ime Frančišek.  
Ta je o tem dogodku povedal: "Ko so glasovi presegli dve tretjini, je sledilo ploskanje, ker je bil izvoljen papež. On me je objel, poljubil in mi dejal: »Ne pozabi na reveže!« In ta beseda se mi je vtisnila v srce: reveži, reveži. Takoj nato sem v zvezi z reveži pomislil na Frančiška Asiškega". 
Umrl je 4. julija 2022.